# 呂元素
呂元素（?—?），字樸庵。宋朝江原（今四川省崇慶縣）人。
道士出身，精於道門齋醮科儀，收集六朝道書及唐代張萬福、杜光庭所制定的齋儀，“別為校定，使之適中”，著有《道門定制》十卷，书分前后两集，收入《道藏》。